# قائمة البعثات الدبلوماسية السعودية

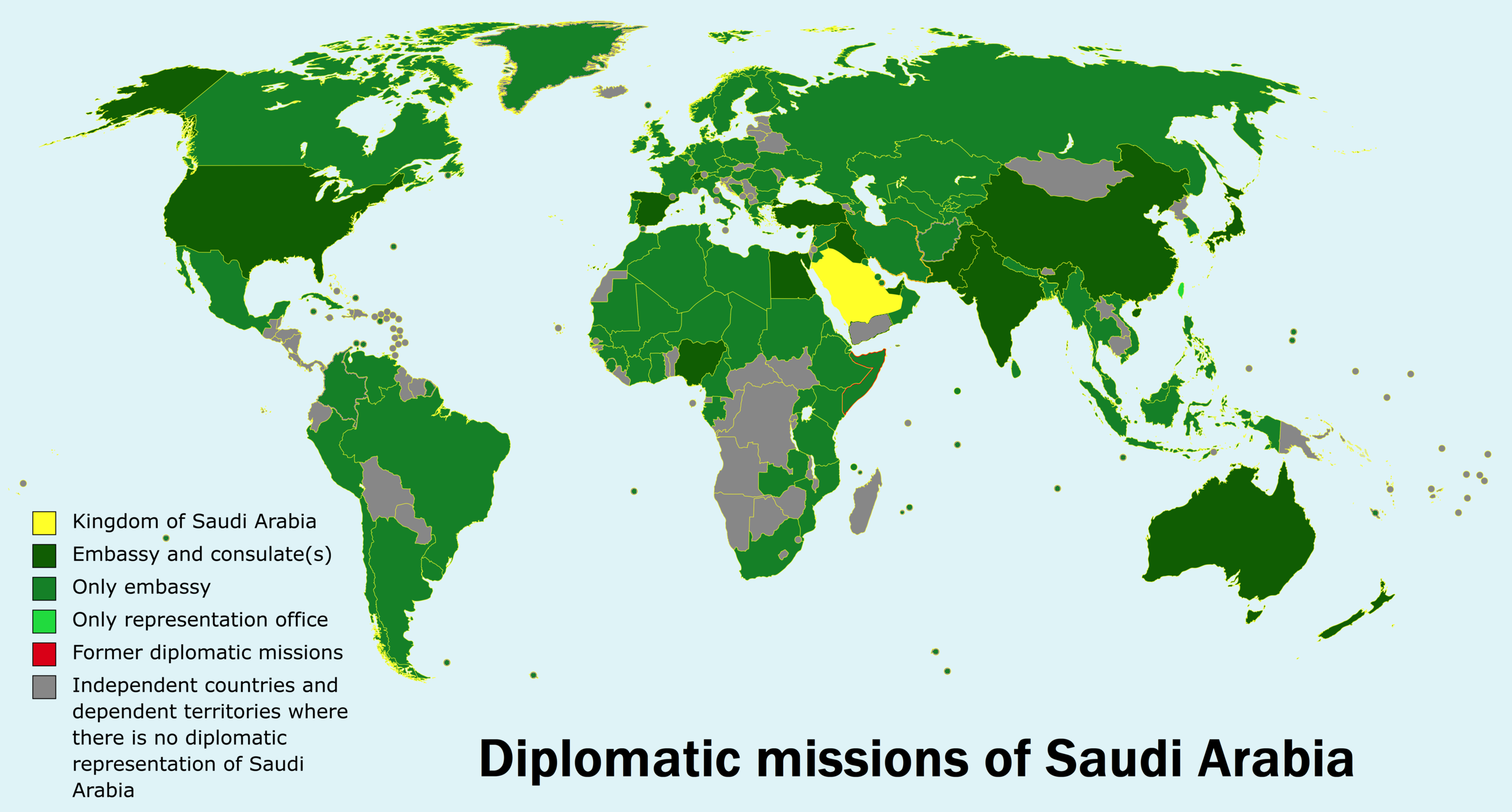
خريطة تبين البعثات الدبلوماسية السعودية

هذه قائمة البعثات الدبلوماسية للمملكة العربية السعودية. أنشأ الملك فيصل المديرية العامة للشؤون الخارجية في عام 1926. وبعد أربع سنوات تم تحويلها إلى وزارة، على الرغم من أن عدد الموظفين كان مكون من خمسة عشر موظفا في المجموع وليس هناك أي بعثات دبلوماسية في الخارج. في عام 1936، كان للسعودية خمس بعثات (في لندن، بغداد ، دمشق ، جنيف والقاهرة)، وبعد خمسة عشر عاما قفز هذا الرقم إلى ستة عشر. السعودية لديها الآن وجود دبلوماسي واسع في جميع أنحاء العالم.

## إفريقيا
- الجزائر
  - الجزائر (سفارة)
- بوركينا فاسو
  - واغادوغو (سفارة)
- الكاميرون
  - ياوندي (سفارة)
- تشاد
  - انجمينا (سفارة)
- ساحل العاج
  - أبيدجان (سفارة)
- جيبوتي
  - جيبوتي (سفارة)
- مصر
  - القاهرة (سفارة)
  - الإسكندرية (قنصلية عامة)
  - السويس (قنصلية)
- إرتريا
  - أسمرة (سفارة)
- إثيوبيا
  - أديس أبابا (سفارة)
- الغابون
  - ليبرفيل (سفارة)
- غانا
  - أكرا (سفارة)
- غينيا
  - كوناكري (سفارة)
- كينيا
  - نيروبي (سفارة)
- ليبيا
  - طرابلس (سفارة)
- مالي
  - باماكو (سفارة)
- موريتانيا
  - نواكشوط (سفارة)
- المغرب
  - الرباط (سفارة)
- النيجر
  - نيامي (سفارة)
- نيجيريا
  - أبوجا (سفارة)
  - كانو (قنصلية)
- السنغال
  - داكار (سفارة)
- جنوب إفريقيا
  - بريتوريا (سفارة)
- السودان
  - الخرطوم (سفارة)
- تنزانيا
  - دار السلام (سفارة)
- تونس
  - تونس (سفارة)
- أوغندا
  - كامبالا (سفارة)
- زامبيا
  - لوساكا (سفارة)
- موزمبيق
  - مابوتو (سفارة)
- جزر القمر
  - موروني (سفارة)

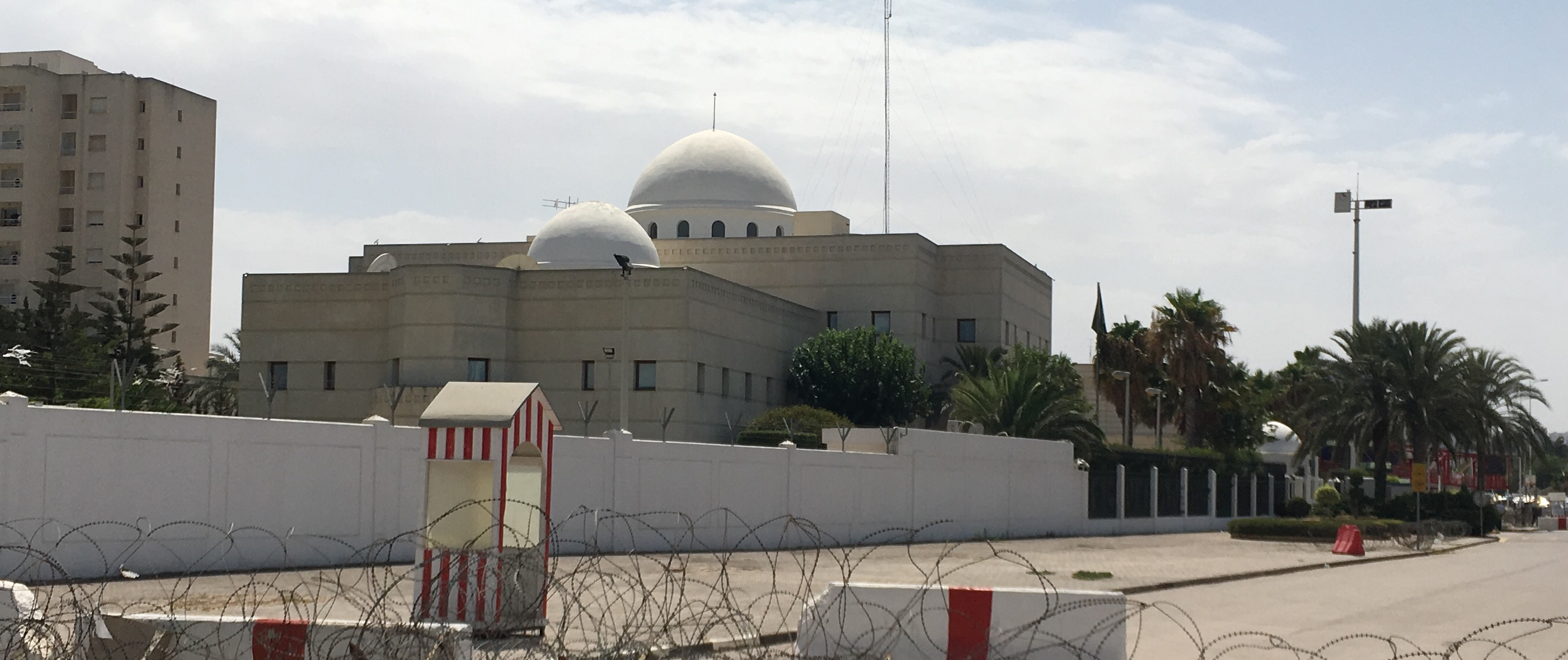
سفارة المملكة العربية السعودية في تونس

## الأمريكتان
- الأرجنتين
  - بوينس آيرس (سفارة)
- البرازيل
  - برازيليا (سفارة)
- كوبا
  - هافانا (سفارة)
- المكسيك
  - مدينة مكسيكو (سفارة)
- بيرو
  - ليما (سفارة)
- تشيلي
  - سانتياغو (سفارة)
- كندا
  - أوتاوا (سفارة)
- الولايات المتحدة
  - واشنطن العاصمة (سفارة)
  - هيوستن (قنصلية عامة)
  - لوس أنجلوس (قنصلية عامة)
  - نيويورك (قنصلية عامة)
- الأوروغواي
  - مونتفيديو (سفارة)
- فنزويلا
  - كاراكاس (سفارة)

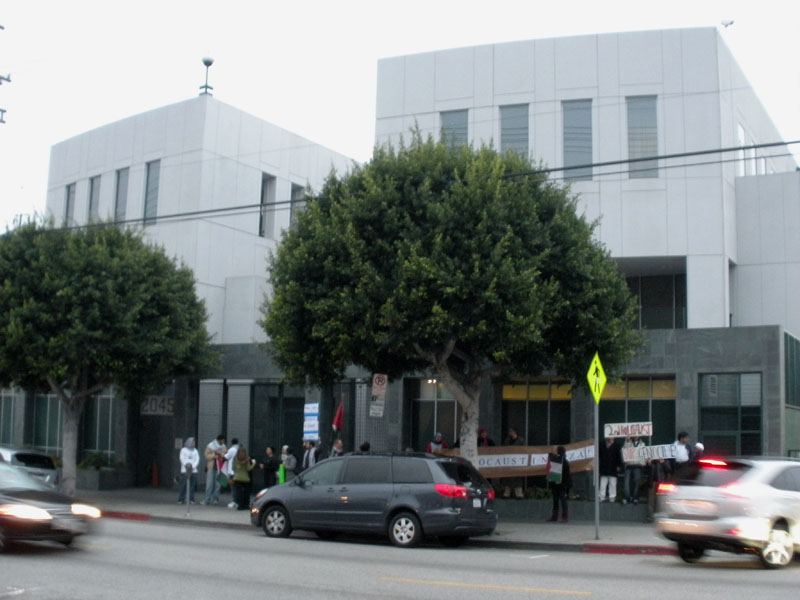
قنصلية المملكة العربية السعودية في لوس أنجلوس
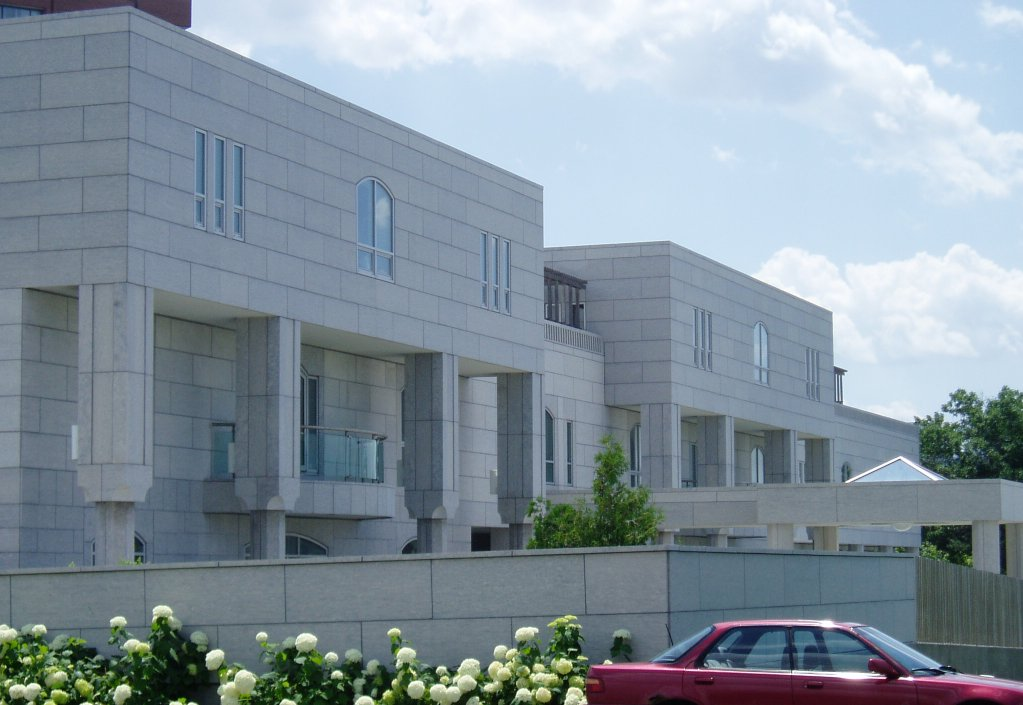
سفارة المملكة العربية السعودية في أوتاوا
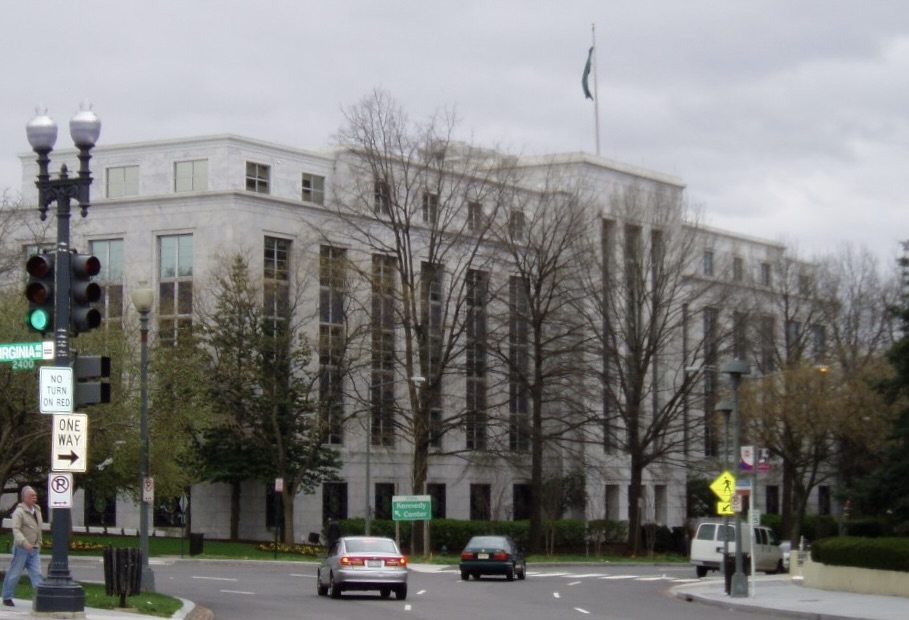
سفارة المملكة العربية السعودية في واشنطن
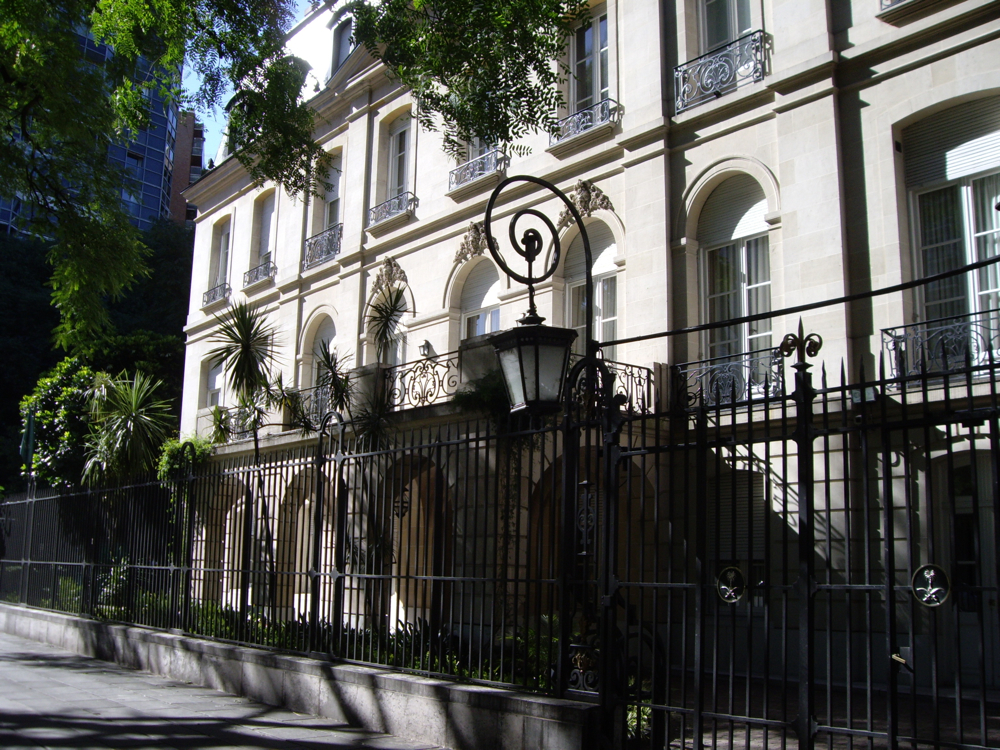
سفارة المملكة العربية السعودية في بوينس آيرس

## آسيا
- الإمارات العربية المتحدة
  - إمارة أبو ظبي (سفارة)
  - إمارة دبي (قنصلية عامة)
- البحرين
  - المنامة (سفارة)
- قطر
  - الدوحة (سفارة)
- الكويت
  - الكويت (سفارة)
- عمان
  - مسقط (سفارة)
- بورما
  - يانغون (سفارة)
- الصين
  - بكين (سفارة)
  -  هونغ كونغ (قنصلية)
  - غوانزو (قنصلية)
- الهند
  - نيودلهي (سفارة)
  - مومباي (قنصلية عامة)
  - حيدر أباد (الهند) (قنصلية)
- إندونيسيا
  - جاكرتا (سفارة)
- اليابان
  - طوكيو (سفارة)
  - أوساكا (قنصلية عامة)
- كازاخستان
  - نور سلطان (سفارة)
- المالديف
  - ماليه (سفارة)
- الأردن
  - عمّان (سفارة)
- كازاخستان
  - أستانا (سفارة)
- كوريا الجنوبية
  - سول (سفارة)
- بنغلاديش
  - دكا (سفارة)
- قرغيزستان
  - بيشكك (سفارة)
- العراق
  - بغداد (سفارة)
  - أربيل (قنصلية عامة)
  - البصرة (قنصلية عامة)
- لبنان
  - بيروت (سفارة)
- ماليزيا
  - كوالالمبور (سفارة)
- نيبال
  - كاتماندو (سفارة)
- بروناي
  - بندر سري بكاوان (سفارة)
- باكستان
  - إسلام آباد (سفارة)
  - كراتشي (قنصلية عامة)
- الفلبين
  - مانيلا (سفارة)
- جمهورية الصين
  - تايبيه (مكتب تجاري)
- سنغافورة
  - سنغافورة (سفارة)
- سريلانكا
  - كولمبو (سفارة)
- طاجيكستان
  - دوشنبه (سفارة)
- تايلاند
  - بانكوك (سفارة)
- تركيا
  - أنقرة (سفارة)
  - إسطنبول (قنصلية عامة)
- تركمانستان
  - عشق آباد (سفارة)
- أفغانستان
  - كابول (سفارة)
- أذربيجان
  - باكو (سفارة)
- فيتنام
  - هانوي (سفارة)
- اليمن
  - صنعاء (سفارة)
  - عدن (قنصلية)
- أوزبكستان
  - طشقند (سفارة)

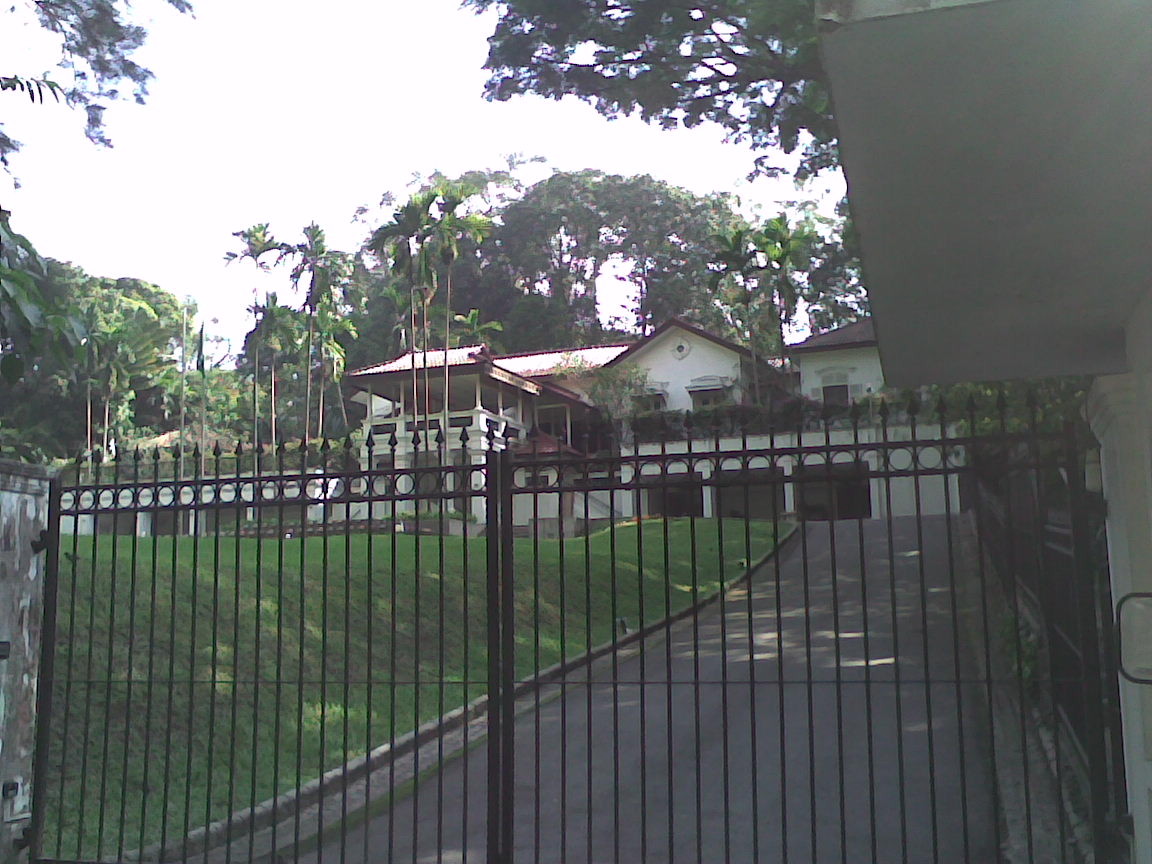
سفارة المملكة العربية السعودية في سنغافورة
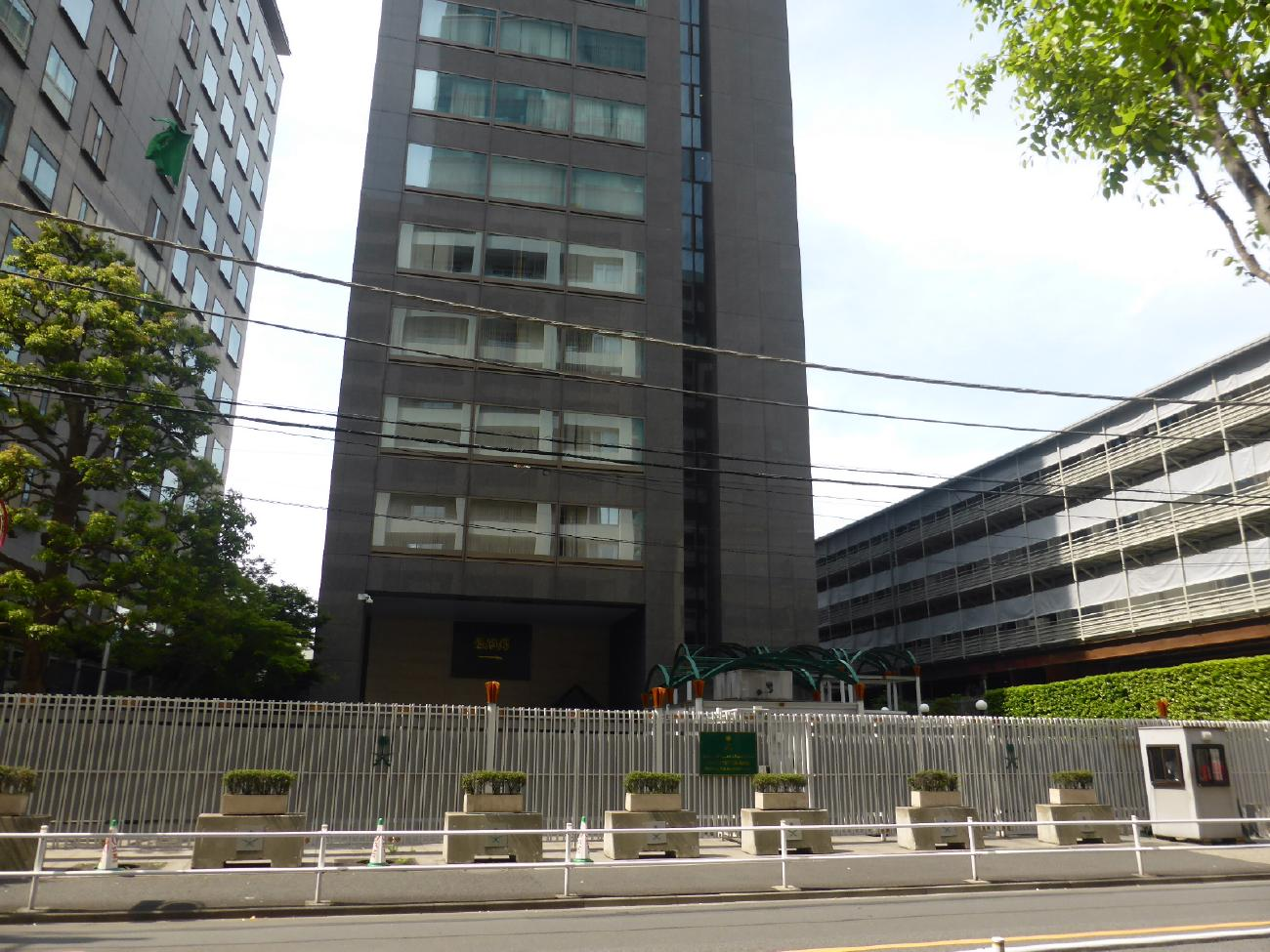
سفارة المملكة العربية السعودية في طوكيو

## أوروبا
- ألبانيا
  - تيرانا (سفارة)
- ألمانيا
  - برلين (سفارة)
  - فرانكفورت (قنصلية)
- أيرلندا
  - دبلن (سفارة)
- إيطاليا
  - روما (سفارة)
- البوسنة والهرسك
  - سراييفو (سفارة)
- جمهورية التشيك
  - براغ (سفارة)
- الدنمارك
  - كوبنهاغن (سفارة)
- المجر
  - بودابست (سفارة)
- النمسا
  - فيينا (سفارة)
- اليونان
  - أثينا (سفارة)
- بلجيكا
  - بروكسل (سفارة)
- بلغاريا
  - صوفيا (سفارة)
- جورجيا
  - تبليسي (سفارة)
- قبرص
  - نيقوسيا (سفارة)
- فرنسا
  - باريس (سفارة)
- فنلندا
  - هلسنكي (سفارة)
- هولندا
  - لاهاي (سفارة)
- النرويج
  - أوسلو (سفارة)
- بولندا
  - وارسو (سفارة)
- البرتغال
  - لشبونة (سفارة)
- رومانيا
  - بوخارست (سفارة)
- روسيا
  - موسكو (سفارة)
- إسبانيا
  - مدريد (سفارة)
  - مالقة (قنصلية)
- السويد
  - ستوكهولم (سفارة)
- سويسرا
  - برن (سفارة)
  - جنيف (قنصلية)

- أوكرانيا
  - كييف (سفارة)
- المملكة المتحدة
  - لندن (سفارة)

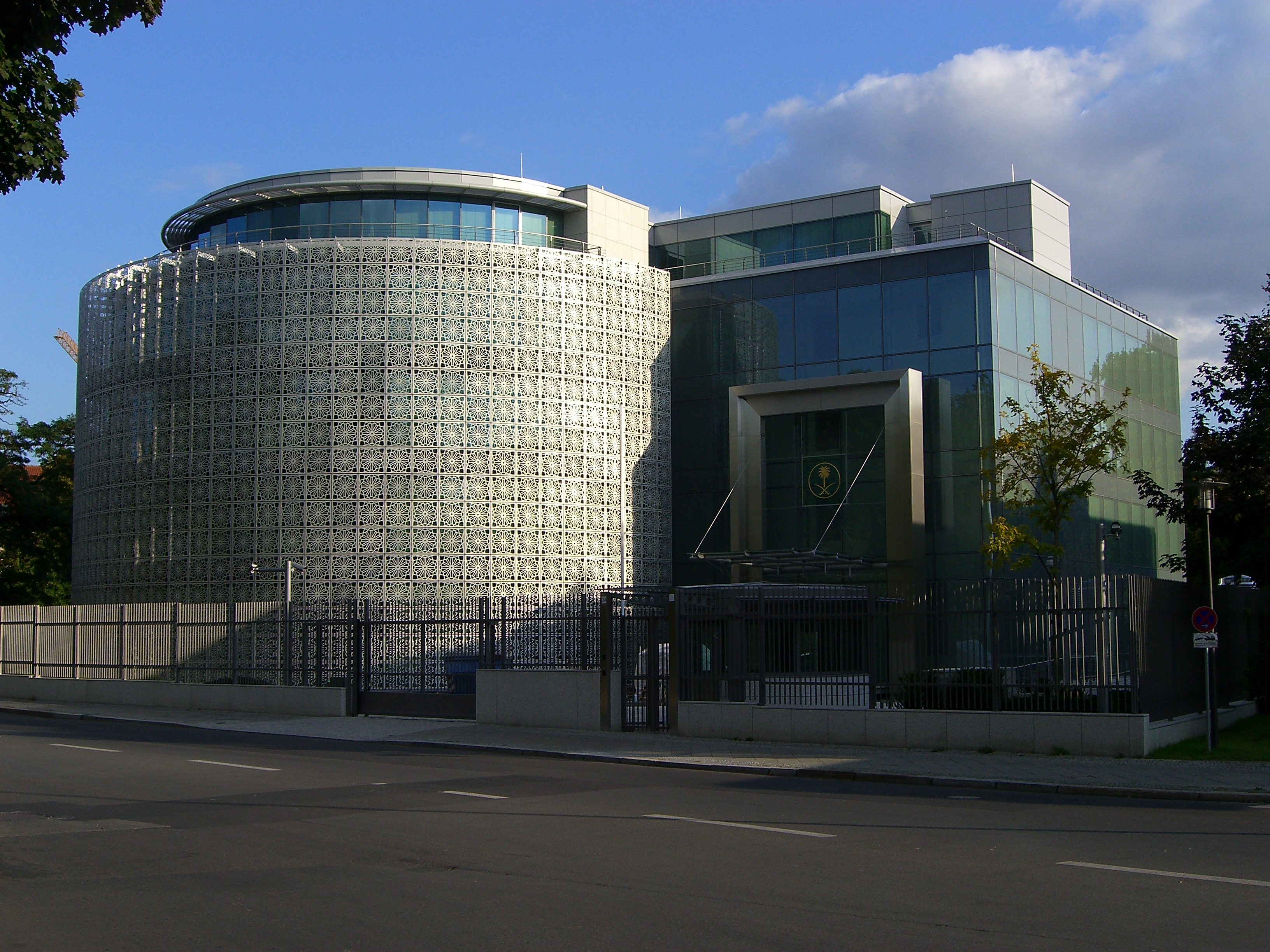
سفارة المملكة العربية السعودية في برلين
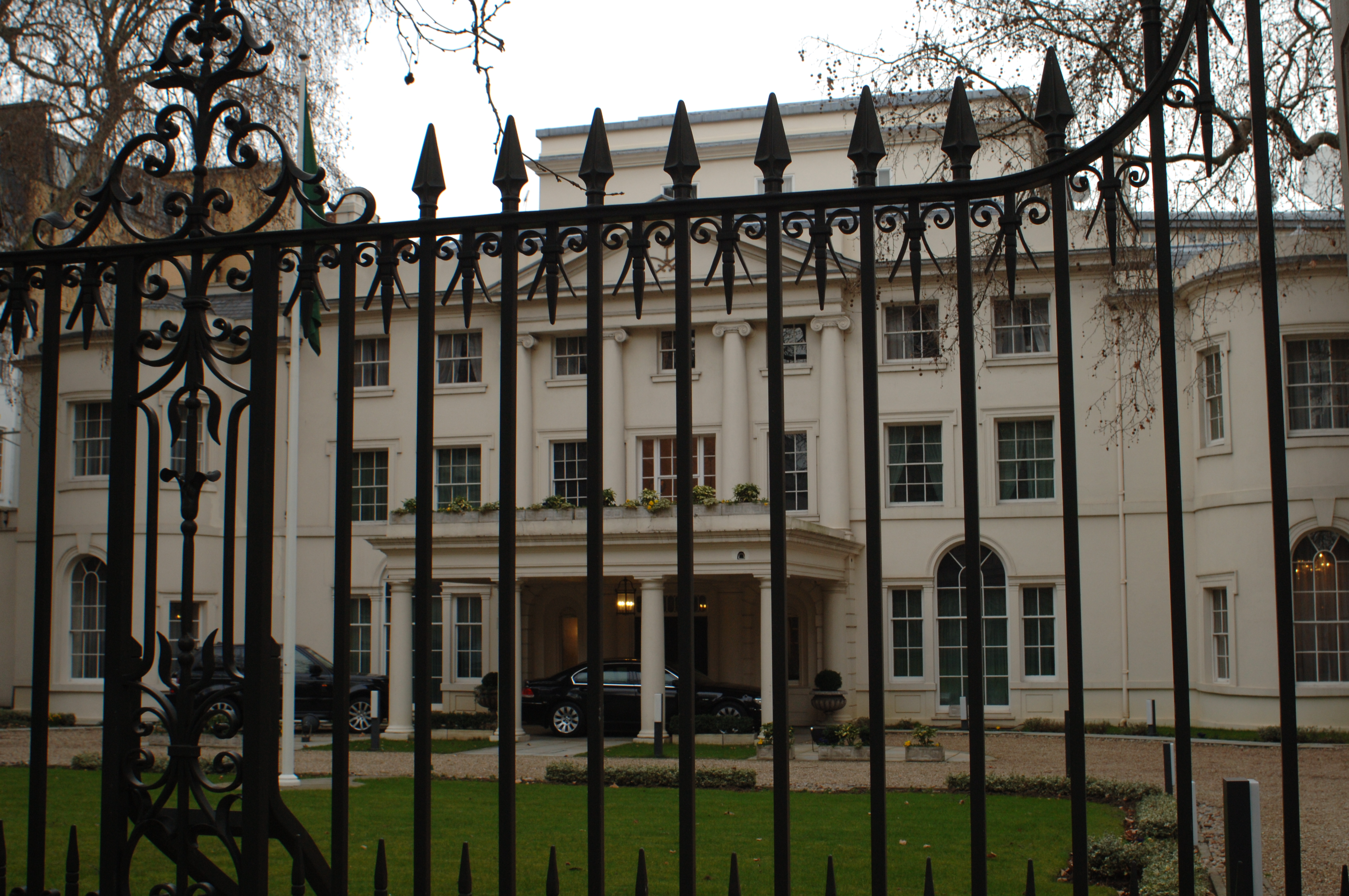
سفارة المملكة العربية السعودية في لندن
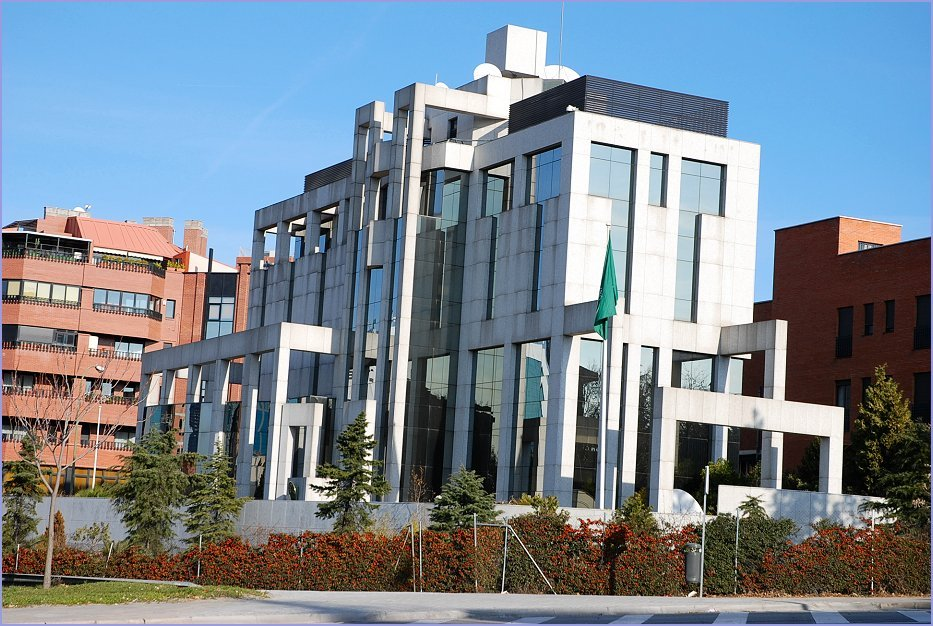
سفارة المملكة العربية السعودية في مدريد
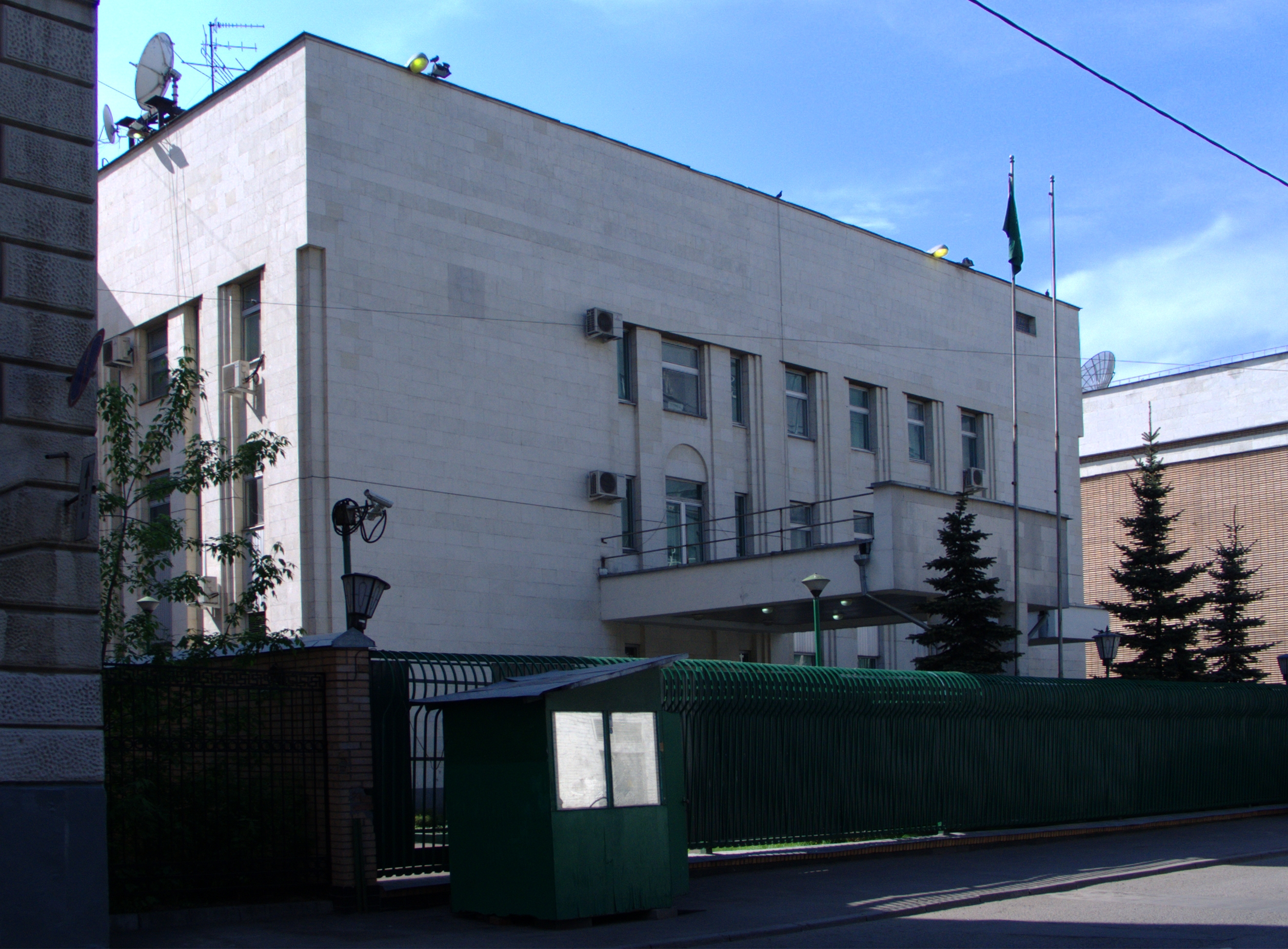
سفارة المملكة العربية السعودية في موسكو
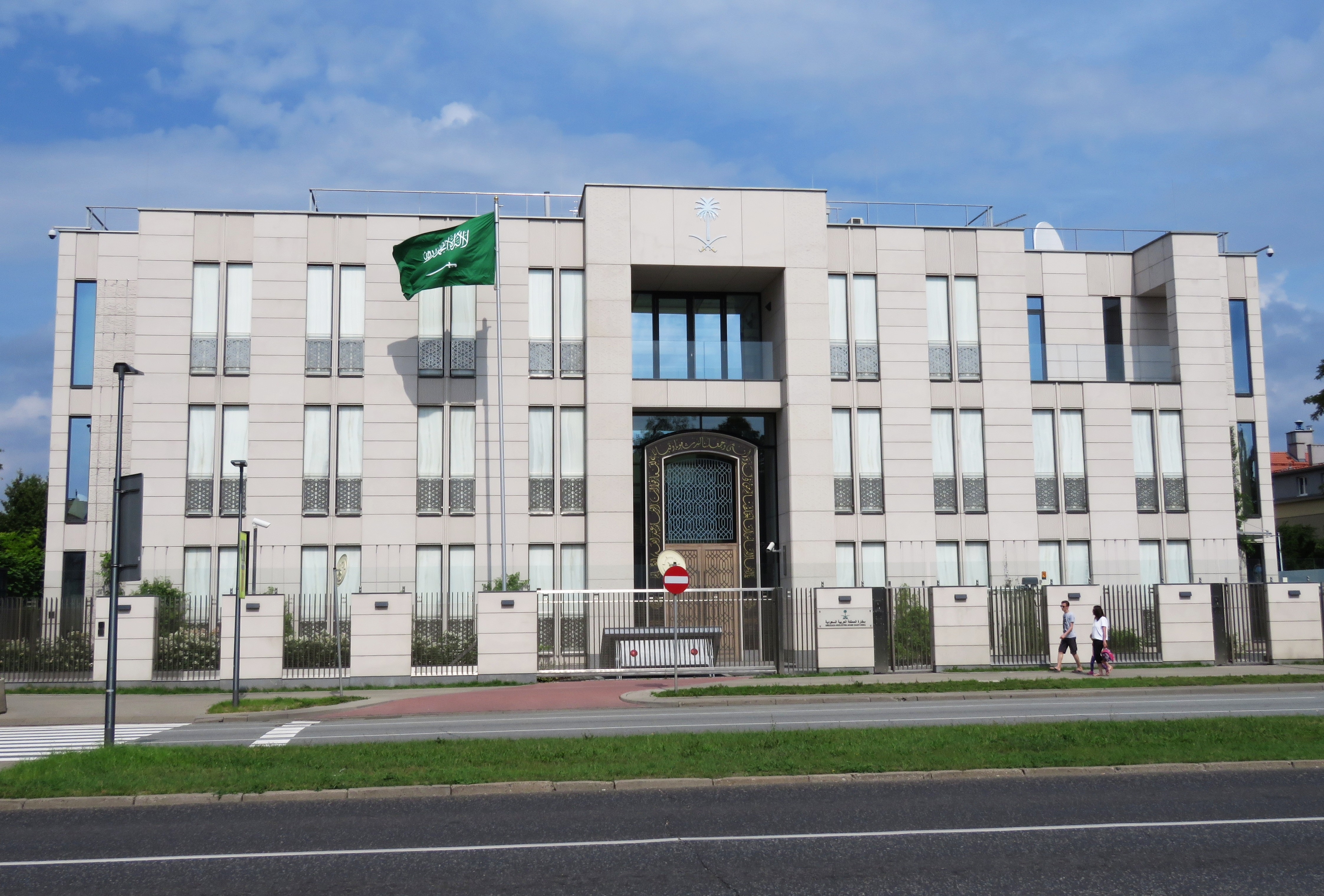
سفارة المملكة العربية السعودية في وارسو
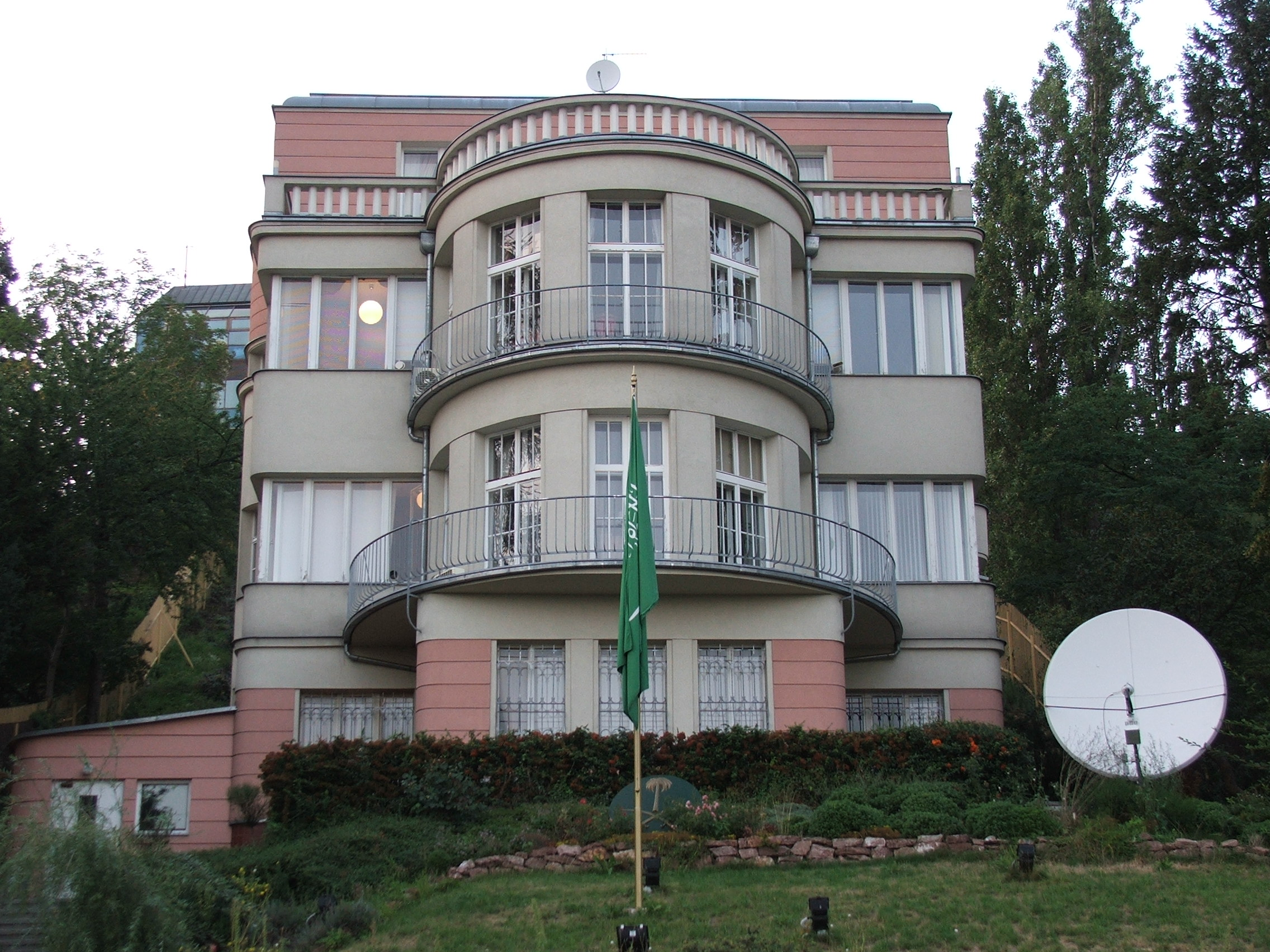
سفارة المملكة العربية السعودية في براغ
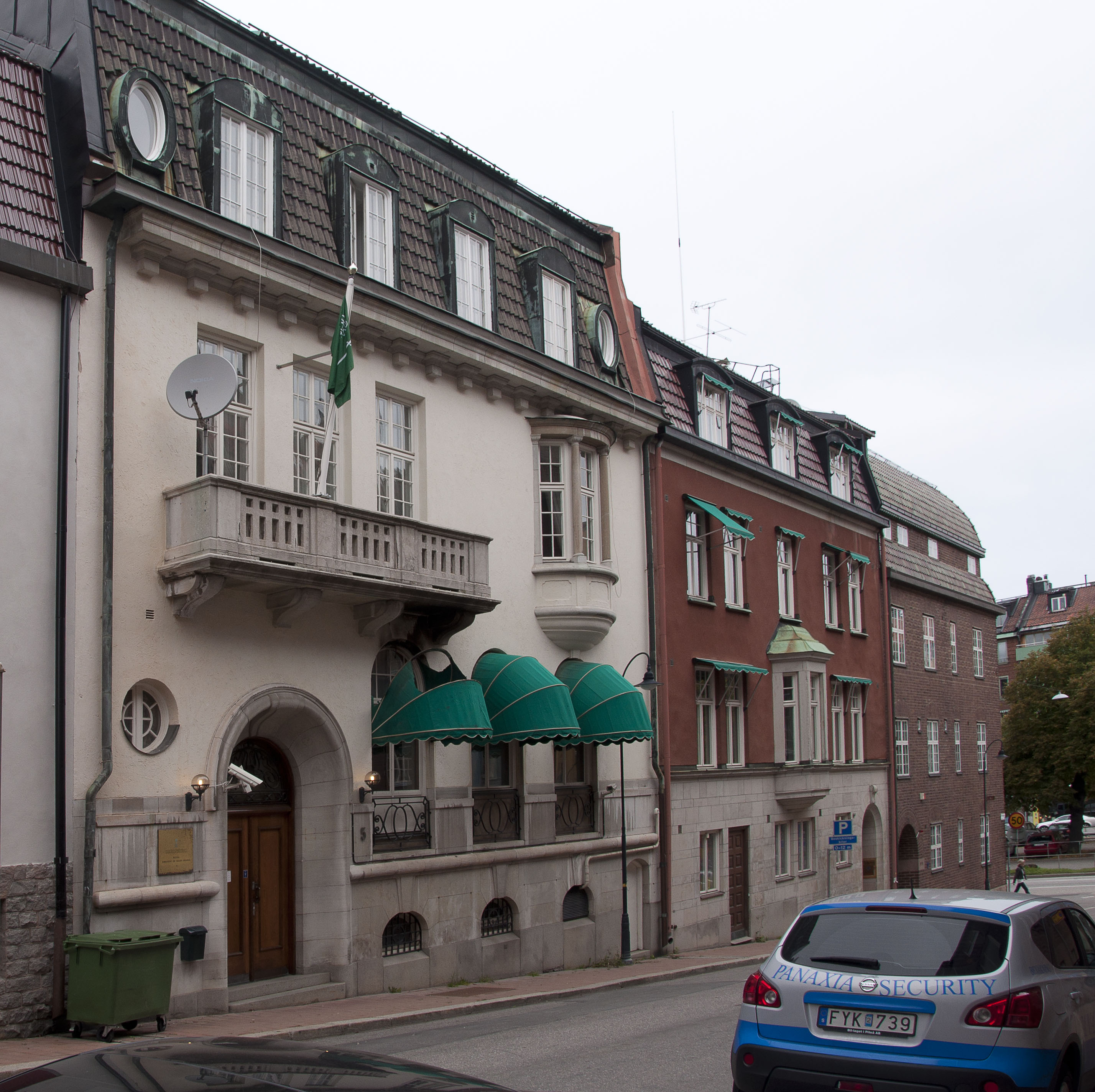
سفارة المملكة العربية السعودية في ستوكهولم
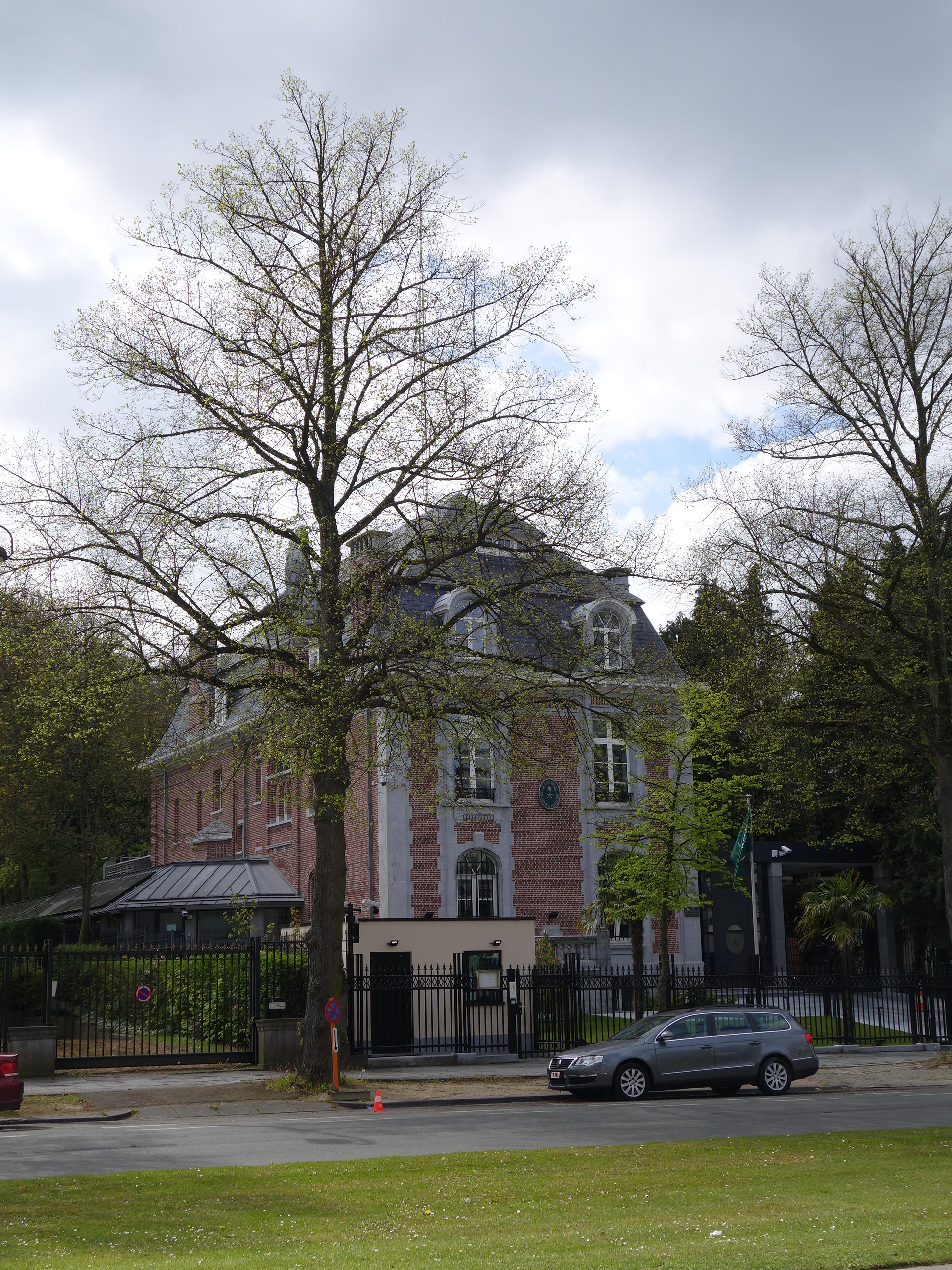
سفارة المملكة العربية السعودية في بروكسل
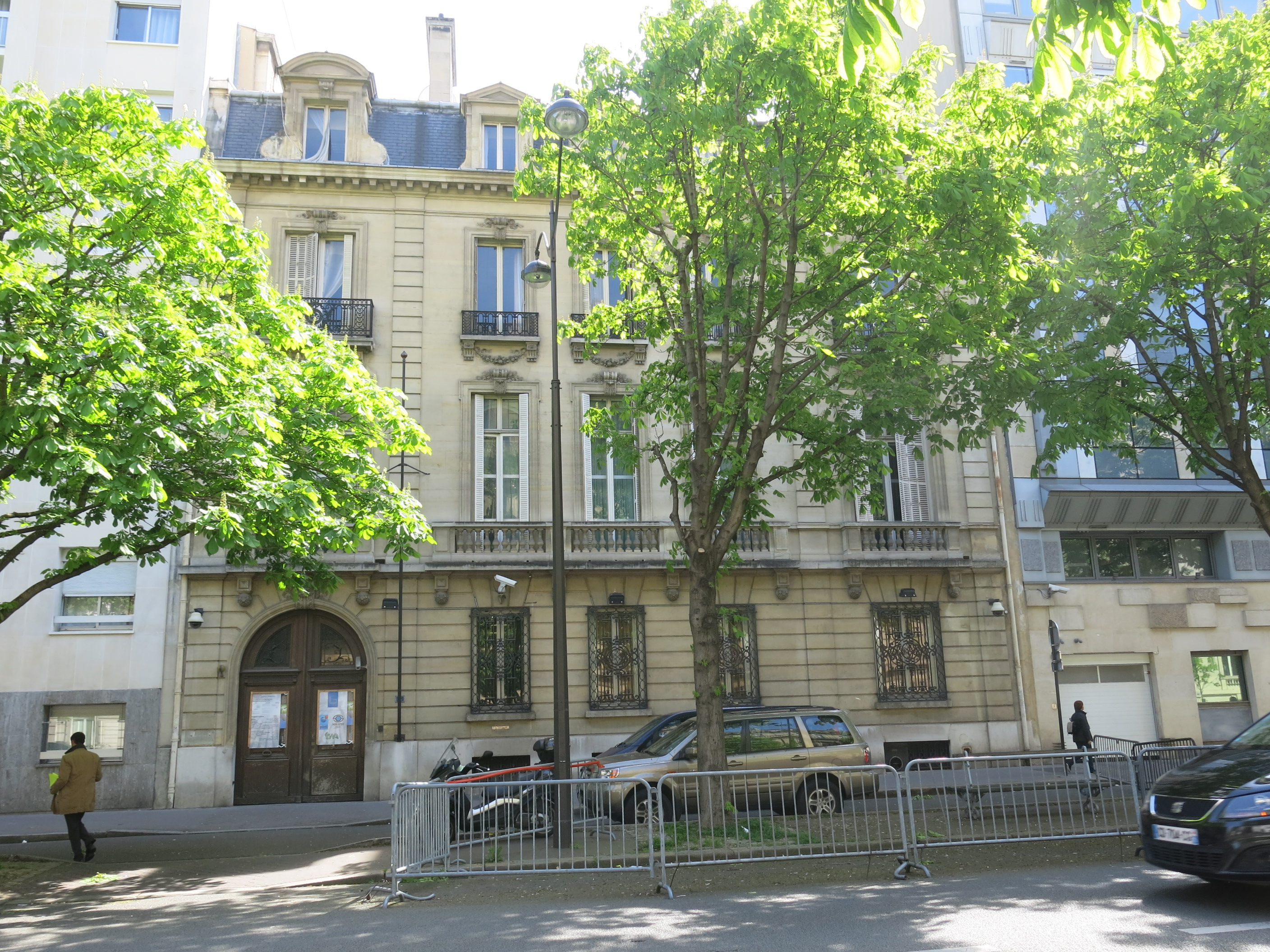
سفارة المملكة العربية السعودية في باريس
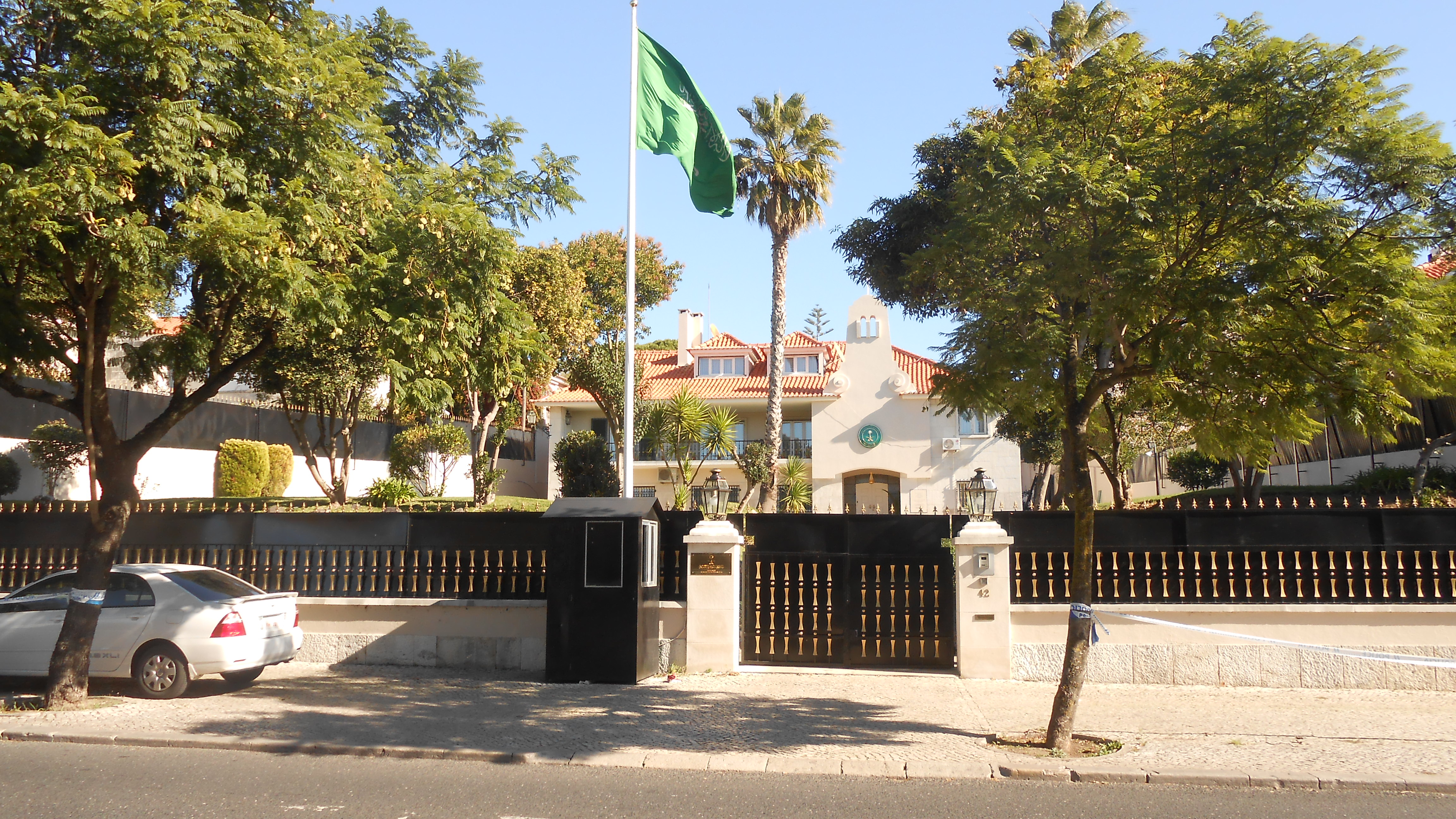
سفارة المملكة العربية السعودية في لشبونة
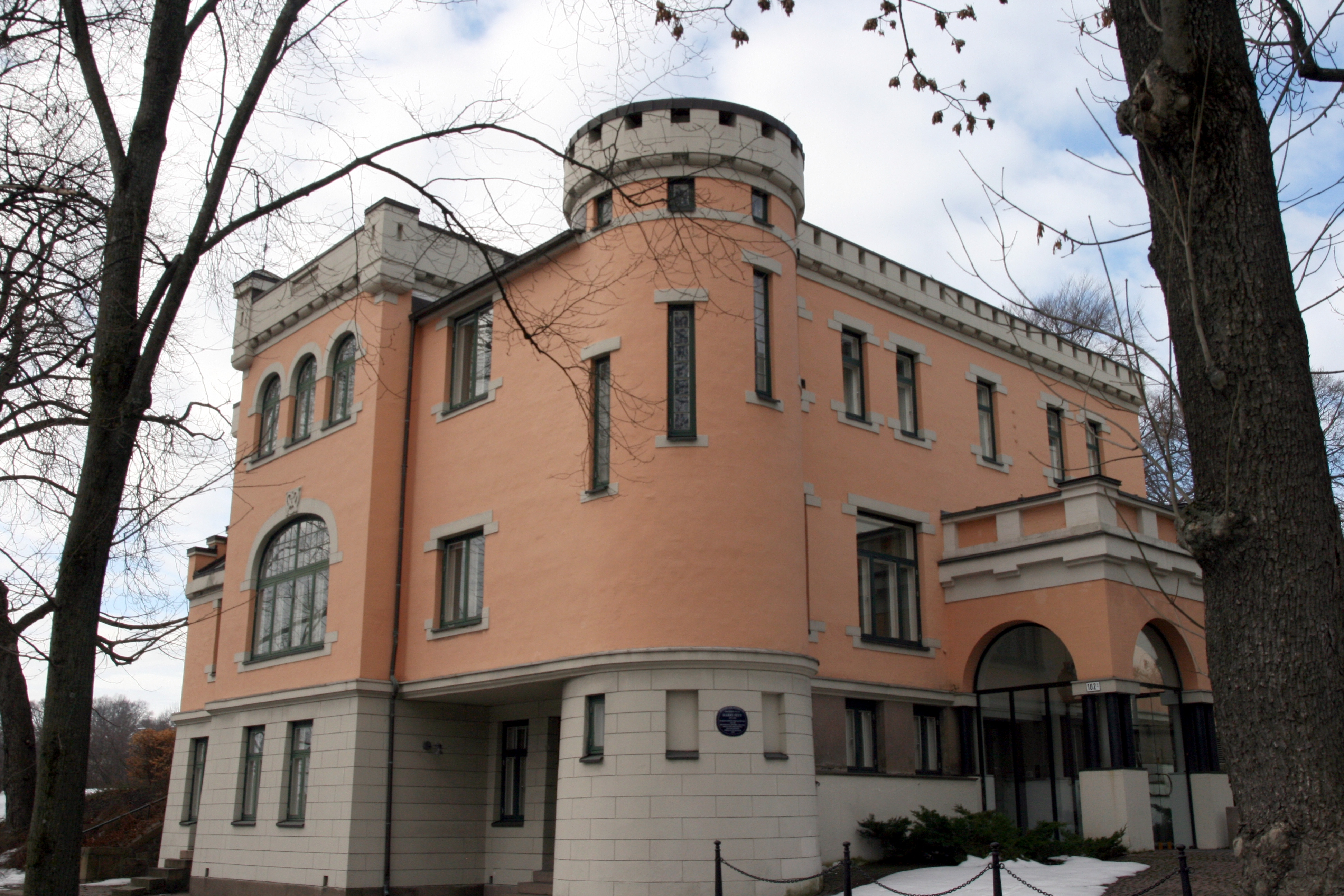
سفارة المملكة العربية السعودية في أوسلو
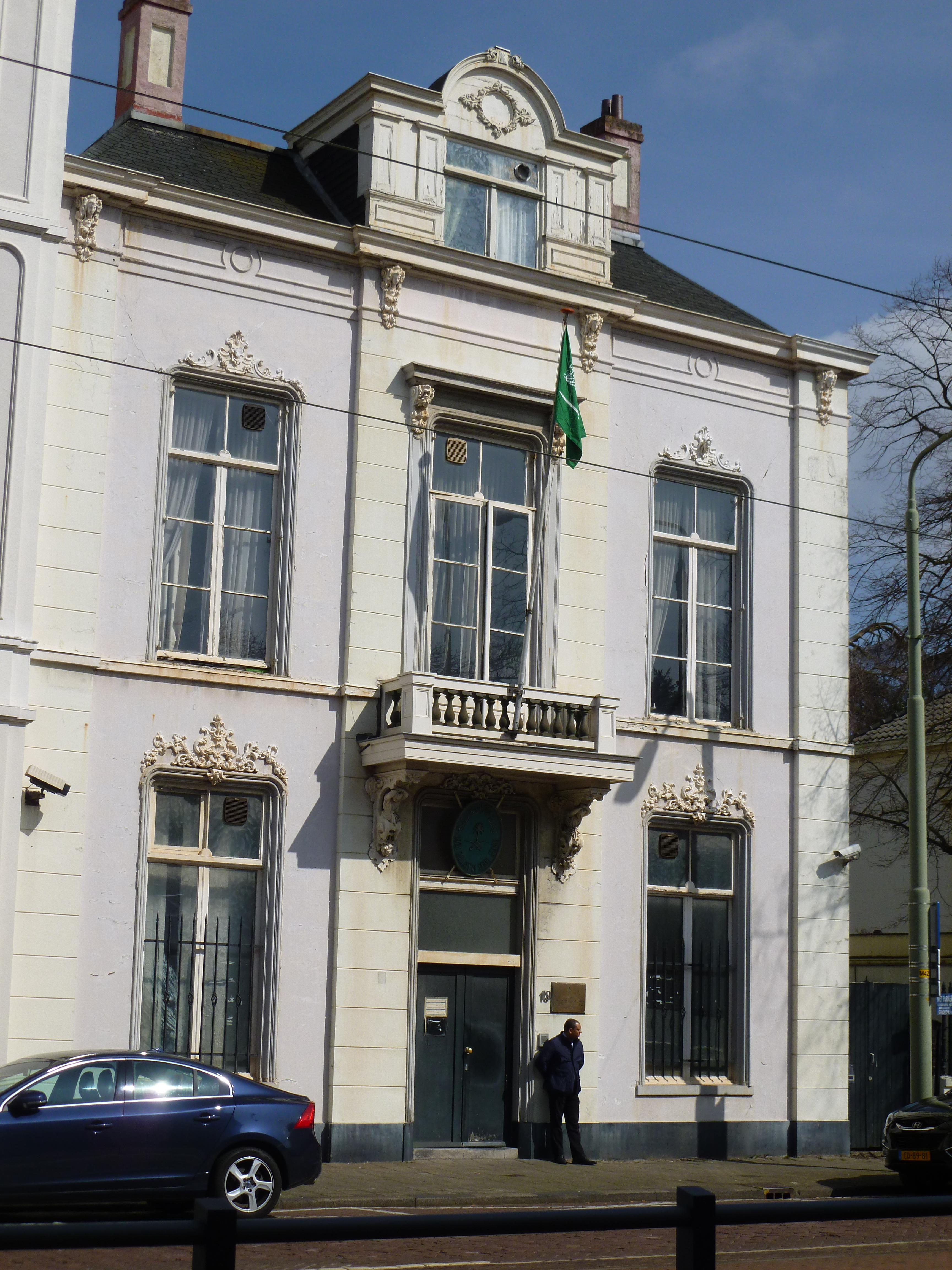
سفارة المملكة العربية السعودية في لاهاي

## أوقيانوسيا
- أستراليا
  - كانبرا (سفارة)
  - سيدني (قنصلية)
- نيوزيلندا
  - ويلنغتون (سفارة)
  - أوكلاند (قنصلية عامة)

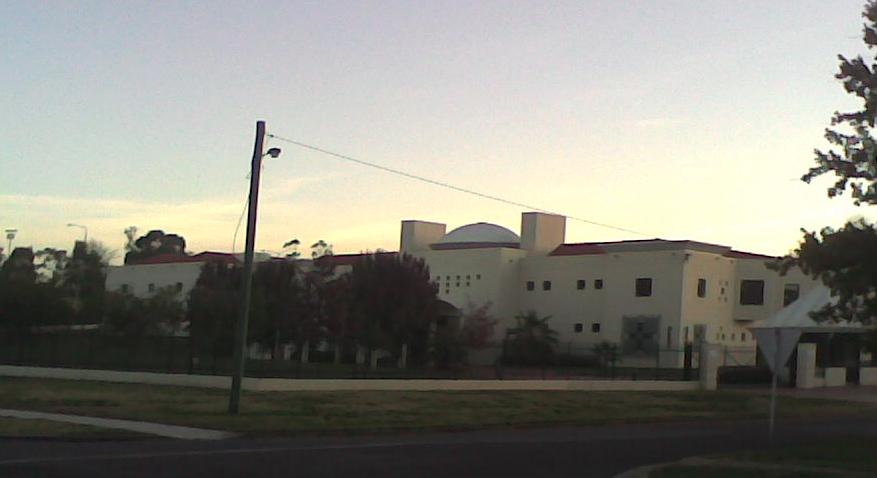
سفارة المملكة العربية السعودية في كانبرا

## المنظمات متعددة الأطراف
- إقليم بروكسل العاصمة (بعثة إلى الاتحاد الأوروبي)
- القاهرة (بعثة إلى جامعة الدول العربية)
- جنيف (الوفد الدائم للأمم المتحدة والمنظمات الدولية)
- نيويورك (البعثة الدائمة لدى الأمم المتحدة)
- باريس (البعثة الدائمة لدى يونسكو)
- فيينا (بعثة إلى أوبك)

## قسم رعاية المصالح
- إيران (طهران) (دولة الراعي:  سويسرا)

## البعثات الدبلوماسية غير المقيمة

### الدول التي لها علاقات مع المملكة العربية السعودية و/أو معترف بها من قبل 10 أعضاء في الأمم المتحدة على الأقل
1. جمهورية إفريقيا الوسطى (ياوندي)
2. فلسطين (عمان)
3. لاوس (نيودلهي)
4. كمبوديا (هانوي)
5. بوتان (نيودلهي)
6. تيمور الشرقية (جاكرتا)
7. منغوليا (بكين)
8. كوسوفو (تيرانا)
9. جنوب السودان (كينشاسا)
10. موريشيوس (بريتوريا)
11. بوروندي (دار السلام)
12. سيشل (نيروبي)
13. مدغشقر (دار السلام)
14. مقدونيا (تيرانا)
15. زيمبابوي (لوساكا)
16. ليتوانيا (كوبنهاغن)
17. لاتفيا (ستوكهولم)
18. مالاوي (نيروبي)
19. بوتسوانا (بريتوريا)
20. صربيا (بودابست)
21. ليسوتو (بريتوريا)
22. إسواتيني (بريتوريا)
23. ناميبيا (لوساكا)
24. أنغولا (لوساكا)
25. جمهورية الكونغو (ليبرفيل)
26. غينيا الاستوائية (ليبرفيل)
27. ساو تومي وبرينسيب (ليبرفيل)
28. بنين (أبوجا)
29. توغو (أكرا)
30. سيراليون (كوناكري)
31. إستونيا (هلسنكي)
32. ليبيريا (أبيدجان)
33. غينيا بيساو (داكار)
34. بيلاروس (موسكو)
35. غامبيا (داكار)
36. الرأس الأخضر (داكار)
37. مالطا (روما)
38. سان مارينو (روما)
39. ليختنشتاين (برن)
40. لوكسمبورغ (بروكسل)
41. موناكو (باريس)
42. أندورا (مدريد)
43. آيسلندا (أوسلو)
44. بليز (المكسيك العاصمة)
45. غواتيمالا (المكسيك العاصمة)
46. السلفادور (المكسيك العاصمة)
47. هندوراس (المكسيك العاصمة)
48. نيكاراغوا (المكسيك العاصمة)
49. كوستاريكا (ليما)
50. بنما (ليما)
51. كولومبيا (ليما)
52. جزر البهاما (هافانا)
53. هايتي (هافانا)
54. جامايكا (هافانا)
55. جمهورية الدومينيكان (هافانا)
56. أنتيغوا وباربودا (هافانا)
57. سانت كيتس ونيفيس (هافانا)
58. دومينيكا (كراكاس)
59. سانت لوسيا (كاراكاس)
60. سانت فينسنت والغرينادين (كاراكاس)
61. باربادوس (كاراكاس)
62. غرينادا (كاراكاس)
63. ترينيداد وتوباغو (كاراكاس)
64. غيانا (برازيليا)
65. سورينام (برازيليا)
66. الإكوادور (برازيليا)
67. بوليفيا (برازيليا)
68. باراغواي (بوينس ايرس)
69. كيريباتي (طوكيو)
70. ساموا (ويلينغتون)
71. توفالو (ويلينغتون)
72. تونغا (ويلينغتون)
73. فيجي (كانبرا)
74. ناورو (كانبرا)
75. فانواتو (كانبرا)
76. جزر مارشال (طوكيو)
77. ولايات ميكرونيسيا المتحدة (طوكيو)
78. جزر سليمان (كانبرا)
79. بابوا غينيا الجديدة (كانبرا)
80. بالاو (مانيلا)
81. كوريا الشمالية (بكين)

### الأقاليم الغير مستقلة التي لم يتم الإعتراف بها كأراضي مستقلة من قبل ما لا يقل عن 10 دول أعضاء في الأمم المتحدة
1. ماكاو (هونج كونج)
2. مونتسرات (هافانا)
3. جزر العذراء الأمريكية (واشنطن العاصمة)
4. بورتوريكو (هافانا)
5. ساموا الأمريكية (واشنطن العاصمة)
6. جزيرة مان (لندن)
7. غوام (واشنطن العاصمة)
8. جزر ماريانا الشمالية (واشنطن العاصمة)
9. جزر كوكوس (كانبيرا)
10. جزر العذراء البريطانية (هافانا)
11. جزر كايمان (هافانا)
12. جزر توركس وكايكوس (هافانا)
13. أنغويلا (هافانا)

## أخرى

### علاقات مقطوعة
- إيران
  - طهران (سفارة)
  - مشهد (قنصلية)
- سوريا
  - دمشق (سفارة)
- لبنان
  - بيروت (سفارة)

### سفارات ستفتح مستقبلًا
- صربيا
  - بلغراد

## وصلات خارجية
- (بالعربية) وزارة الخارجية السعودية
- (بالإنجليزية) Ministry of Foreign Affairs of Kingdom of Saudi Arabia